# Net (wiskunde)
In de topologie, een tak van de wiskunde, is een net een structuur waarmee het begrip convergentie van rijen wordt gegeneraliseerd in topologische ruimten. Het begrip net is in 1922 uitgedacht door E. H. Moore en H. L. Smith. Naar hen genoemd zijn de begrippen Moore-Smithconvergentie en het synoniem Moore-Smithrij voor net.

## Definities
Een gerichte verzameling is een niet-lege verzameling D uitgerust met een binaire relatie ≥ die voldoet aan de volgende drie kenmerken:
(a) transitiviteit: als m, n en p elementen zijn van D zodat m≥n en n≥p, dan is ook m≥p;
(b) reflexiviteit: als m een element is van D, dan is m≥m;
(c) als m en n elementen zijn van D, dan bestaat er een element p van D zodat p≥m en p≥n.
Het derde kenmerk zegt dat ieder paar elementen van D een gemeenschappelijke bovengrens heeft.
Een net is een afbeelding
{\displaystyle S:(D,\geq )\to (X,{\mathcal {T}})}
van een gerichte verzameling naar een topologische ruimte.
Een net S convergeert naar een punt x van de ruimte X als voor iedere omgeving V van x een element m van D bestaat zodat voor alle n≥m geldt dat S(n) in V ligt. Men noemt x een limiet van S. In algemene topologische ruimten kan een net meer dan één limiet hebben.

## Voorbeelden

### Voorbeelden van gerichte verzamelingen
Voor iedere niet-lege verzameling D maakt de volledige relatie {\displaystyle D\times D} (cartesisch product) een gerichte verzameling van D.
De identieke afbeelding {\displaystyle \{(d,d)|d\in D\}} bepaalt nooit een gerichte verzameling als D minstens twee verschillende elementen heeft, want die twee elementen hebben geen gemeenschappelijke bovengrens.
Iedere totale orde bepaalt een gerichte verzameling, want van ieder paar elementen is een van de twee het grootste.
Het belangrijkste voorbeeld van een gerichte verzameling is hiervan een bijzonder geval, namelijk: de totale orderelatie ≥ (groter dan of gelijk aan) op de verzameling der natuurlijke getallen.
Zij x een willekeurig element van een topologische ruimte X. De verzameling {\displaystyle {\mathcal {F}}_{x}} van alle omgevingen van x is een gerichte verzameling ten opzichte van de relatie "is een deel van", want de doorsnede van ieder paar omgevingen van x is opnieuw een omgeving van x die een deelverzameling is van beide oorspronkelijke omgevingen. Op dezelfde manier wordt elke omgevingenbasis van x een gerichte verzameling.

### Voorbeelden van netten en convergentie
Netten op de verzameling der natuurlijke getallen komen overeen met oneindige rijen in topologische ruimten; een afbeelding {\displaystyle S:\mathbb {N} \to X} is hetzelfde als een oneindige rij {\displaystyle (x_{0},x_{1},x_{2},\ldots )} van elementen van X. Een dergelijk net is precies convergent (naar een limiet x) als de overeenkomstige oneindige rij naar x convergeert in de gebruikelijke zin. In een algemene topologische ruimte kan een rij (en dus ook een net) tegelijk naar verschillende limieten convergeren, maar in Hausdorffruimten heeft ieder net ten hoogste één limiet.
Zij x een element van een topologische ruimte X en zij {\displaystyle S:{\mathcal {F}}_{x}\to X} een afbeelding die met iedere omgeving van x een element van die omgeving associeert. Dan convergeert S naar x, want voor iedere omgeving V van x bestaat er een element van {\displaystyle {\mathcal {F}}_{x}} (namelijk V zelf) zodat alle 'grotere' elementen van {\displaystyle {\mathcal {F}}_{x}} (eigenlijk: alle deelomgevingen van V) door S worden afgebeeld binnen V.

## Verband met de afsluiting
Als S een convergent net is in een topologische ruimte X, en het bereik van S ligt volledig binnen een deelverzameling A van X, dan liggen de limieten van S allemaal in de afsluiting van A in X. Zij namelijk x een limiet van S, dan bevat per definitie elke omgeving van x elementen in het bereik van S, dus elementen van A. Dit geldt in het bijzonder voor convergente rijen: limieten van rijen in A liggen in de afsluiting van A. Het belang van netten ligt in de omgekeerde eigenschap.
In een metrische ruimte wordt de topologische structuur volledig bepaald door de convergentie van rijen: de afsluiting van een deelverzameling A van een metrische ruimte bestaat precies uit alle limieten van rijen in A. Algemener geldt dit in alle topologische ruimten die aan het eerste aftelbaarheidsaxioma voldoen: veronderstel namelijk dat x een afsluitingspunt is van een deelverzameling A van X. Per definitie heeft elke omgeving van x een niet-lege doorsnede met A. Omdat de ruimte X aan het eerste aftelbaarheidsaxioma voldoet, bestaat er een rij omgevingen V1, V2,... van x met de eigenschap dat elke willekeurige omgeving van x deze rij omgevingen vanaf een bepaalde index n volledig omvat. Kies in elke omgeving Vi een willekeurig punt xi. Dan convergeert de rij punten x1, x2... naar x omdat elke omgeving van x een staart van die rij omvat.
In algemene topologische ruimten is dit niet meer het geval: de afsluiting van een deelverzameling A van X kan strikt groter zijn dan de verzameling van alle limieten van rijen in A. Men kan zelfs voorbeelden construeren van twee verschillende topologieën op dezelfde drager waarin dezelfde rijen naar dezelfde limieten convergeren, dus de topologische structuur wordt niet volledig bepaald door de rijenconvergentie.
De topologische structuur wordt daarentegen wél vastgelegd door de convergentie van netten: de afsluiting van een verzameling A bestaat uit alle limieten van convergente netten in A. Laat namelijk x een afsluitingspunt van A zijn; we tonen aan dat er een net met waarden in A bestaat dat naar x convergeert. Beschouw daartoe de verzameling {\displaystyle {\mathcal {F}}_{x}} der omgevingen van x als een gerichte verzameling zoals in het laatste voorbeeld hierboven. Omdat x een afsluitingspunt is van A snijdt elke omgeving van x de verzameling A. Laat S een afbeelding zijn die met elk element van {\displaystyle {\mathcal {F}}_{x}} (d.w.z. elke omgeving van x) een punt uit de doorsnede van die omgeving met A associeert. Dan is S een net met waarden in A dat naar x convergeert.